# 亞化石

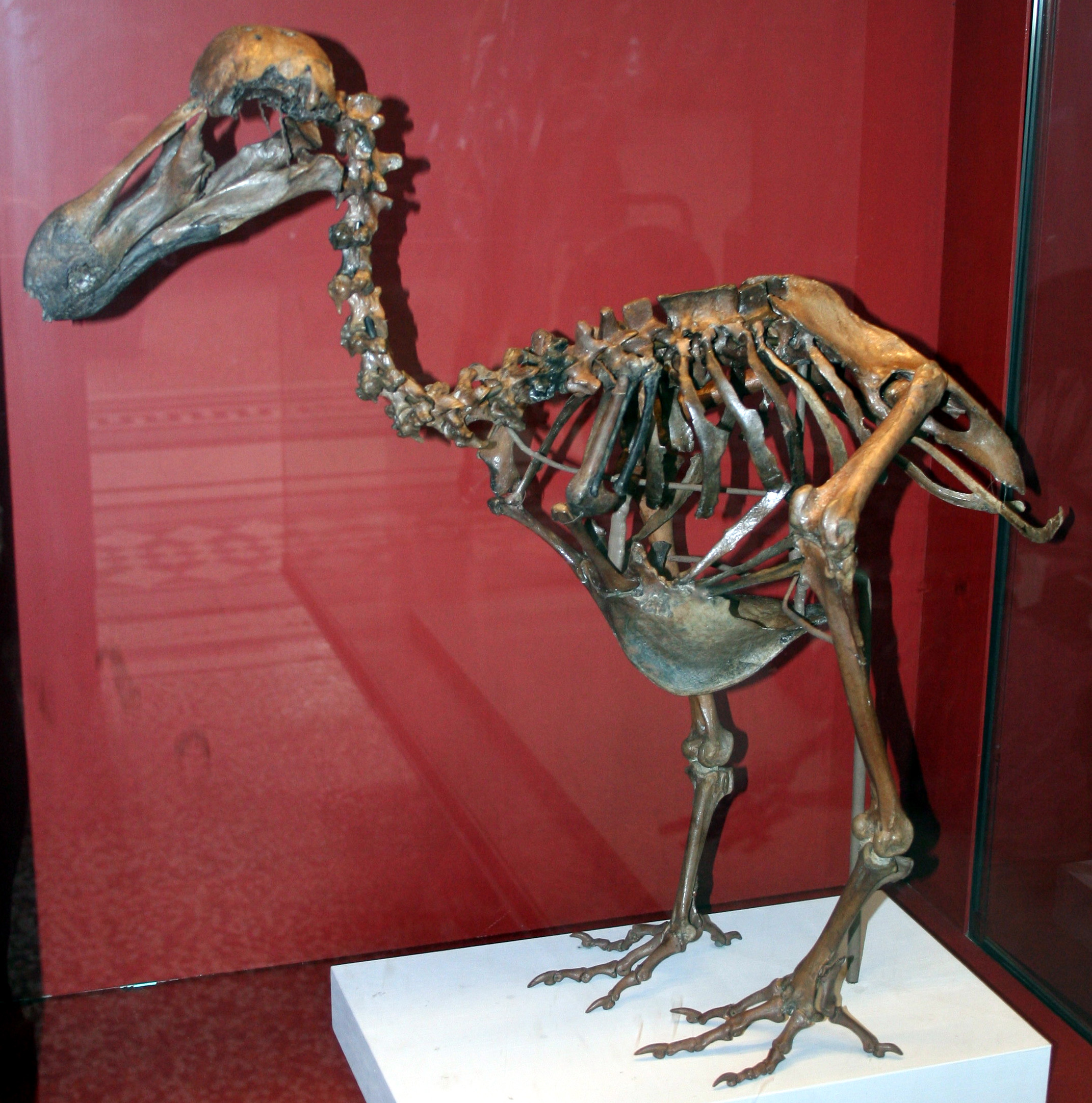
於英國自然歷史博物館的渡渡鳥骨架亞化石。

亞化石，亦作半化石或準化石，泛指所有因時間不足或其他未能滿足化石化的條件而形成的生物殘骸，例如：骨塊、巢穴或排泄物。常見於數千年前的生物出土物，存在於岩洞或其他遮蔽物。
來自中生代的亞化石十分罕見，通常都已高度腐化，所以爭議比較大。
保持不變的，絕大部分來自於第四紀的沉積物，計有：搖蚊科幼蟲的頭颅、介形蟲的甲殼、矽藻和有孔蟲。
亞化石相對於化石的重要性在於：亞化石未完全鈣化，仍然保存有原來生物的有機物質，使之可以透過放射性碳定年法來檢測其年代，又或可從中抽取出DNA、蛋白質或其他生物化合物來測序。

## 參看
- 化石
- DNA測序
- 蛋白質測序